# Léo Collard
Léo Jules Émile Collard (Quévy, 11 luglio 1902 – Mons, 27 gennaio 1981) è stato un politico belga, membro del Partito Socialista Belga e suo presidente dal 1959 al 1971, durante il suo mandato come ministro dell'istruzione, ci fu la disputa della seconda scuola in Belgio.

## Biografia

### Formazione
Collard ha conseguito il dottorato in giurisprudenza presso l'Université libre de Bruxelles. È diventato avvocato presso il Bar di Mons e titolare della cattedra presso l'Institut supérieur de Commerce Warocqué di Mons.

### Inizi in politica
Collard ha iniziato la sua carriera politica nel 1932, quando è stato eletto non solo come membro del consiglio di Mons, ma anche come membro della Camera dei rappresentanti. Lì rappresentò fino al 1971 gli interessi del Partito Socialista Belga.

### Ministro della Pubblica Istruzione
Per la prima volta nel marzo 1946, fu ministro della pubblica istruzione nel governo del primo ministro Paul-Henri Spaak. Rimase comunque attivo nella politica locale e fu sindaco di Mons dal 1953 al 1974.
Nell'aprile del 1954, Collard fu rinominato Ministro della Pubblica Istruzione dal Primo Ministro Achille Van Acker nel suo quarto governo e rimase con tale incarico fino alla fine del mandato di Van Acker il 26 giugno 1958.
Nel 1955, Collard cercò di difendere le scuole non statali e di invertire un aumento della retribuzione degli insegnanti portato dal precedente governo del Partito Sociale Cristiano, mentre espandense massicciamente le scuole statali. Ciò ha portato alla fase più violenta del conflitto politico sui finanziamenti per l'istruzione nel Belgio postbellico, noto come Seconda Guerra Scolastica, in cui il Partito Sociale Cristiano e la Chiesa cattolica premevano per la parità tra istruzione libera e gestita dallo stato.

### Presidente del Partito Socialista Belga
Dopo aver lasciato il Gabinetto, nel 1959 succedette a Max Buset come presidente del Partito Socialista Belga, e rimase tale fino alla sua sostituzione con Edmond Leburton nel 1971.

## Riconoscimenti e intitolazioni
Per i suoi meriti politici, Collard fu onorato il 5 aprile 1963 con il titolo onorifico di Ministro di Stato. L'allora presidente federale Theodor Heuss lo onorò nel 1958 con la Gran Croce della Repubblica Federale di Germania. Inoltre, Mount Collard prende il nome da lui nell'Antartico.
A Mons, il "Centre Educatif Léo Collard" prende il nome da lui.